# Видалення каменя глупоти (Босх)
«Видалення каменя глупоти» (англ. Removing the rocks in the head) — картина, яка вважається роботою Ієроніма Босха. Зберігається в музеї Прадо, Мадрид.

## Середньовічне і ренесансне в світогляді Босха
Мистецтво Босха завжди привертало увагу. Його картини охоче вивчали, копіювали, навіть використовували композиції Босха для створення аррасів-килимів. Кількість копій та інтерпретацій його композиційних знахідок була такою значною, що дослідники кінця XX ст. надзвичайно обмежують коло оригінальних картин Ієроніма Босха (до 20–25). Стан вивчення творчого спадку погіршує і відсутність підпису на більшості його картин. Адже так робила переважна більшість середньовічних митців Візантійської імперії, Нідерландів, Франції, Німеччини. Власноручні підписи Босха знайдені лише на семи його картинах. Але зрозуміло, що за життя він створив значно більше. Не має підпису Босха і картина «Видалення каменю глупоти», яку дослідники приписують художнику за стилістичними ознаками і якістю виконання.
Незвичні риси композиції, запаморочлива фантазія і чудернацькі персонажі Босха часто надихали інших митців на створення власних композицій з лякаючими сюжетами (Ян Мандейн, Мартин Шонгауер, провінційні митці XVII століття). Хоча ніхто не наблизився ні до метафоричності його сюжетів, ні до рівня його загадковості і мистецької обдарованості, окрім хіба що Пітера Брейгеля старшого, справжнього продовжувача мистецьких традицій Босха в національному живописі.
Босх як особистість формувався і працював в складну, перехідну добу від пізнього середньовіччя до раннього Відродження. Звідси невитравлені залишки пізньої готики в творах митця, використання пояснювальних написів, активна пристрасність його персонажів на межі екстазів, егоїзму, напівбожевілля. Середньовічне і ренесансне в світогляді Босха чудернацькі переплетене і перебуває в фазі незавершеної перемоги ренесансного над середньовічним (осуд Босхом тогочасної музики, затвердження уявлення про гріховність музичних інструментів, обмежена критика аморальності представників церкви). В творах Босха (особливо в малюнках) натурні замальовки видають реаліста кінця XV століття. Але він ретельно переробить все побачене і зафіксоване в картинні фантасмагорії з повчальною метою. В картинах художник часто перебирав на себе роль ментора, вчителя, якому відома істина, що добре, а що погано в цьому світі і його мешканцях. Але повчання в картинах Босха не переходить межу осуду і не стає нищівною сатирою, яку не вбачали в творах митця його чутливі сучасники. Фантазійні персонажі Босха розглядались сучасниками як жартівливі, події — як кумедні, а складні режисерські ходи автора — як вдалі витівки, нехай й не веселі. Іспанець Феліпе де Гевара в 16 столітті писав, що Босх на його думку «винахідник монстрів і химер». На початку XVII століття голландський історик мистецтва Карел ван Мандер відгукнувся про твори Босха як про «чудернацькі і дивацькі фантазії». Самогіпноз і бажання бачити страхітливе відбилося навіть в пізніх назвах його малюнків: малюнок «Дві ткалі» часто називають «Дві відьми», де нема вказівок на ворожіння.

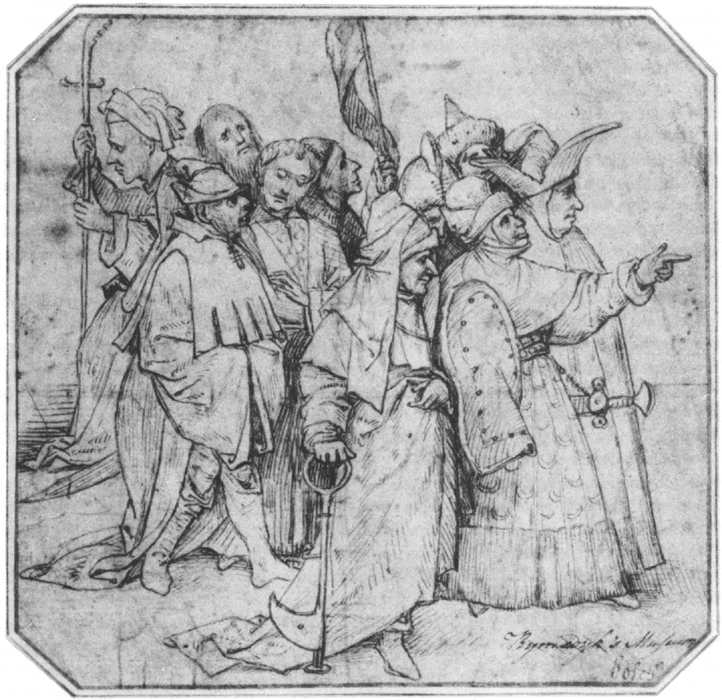
Малюнок Босха. «Натовп з десяти чоловіків», Біблотека Моргана, Нью-Йорк
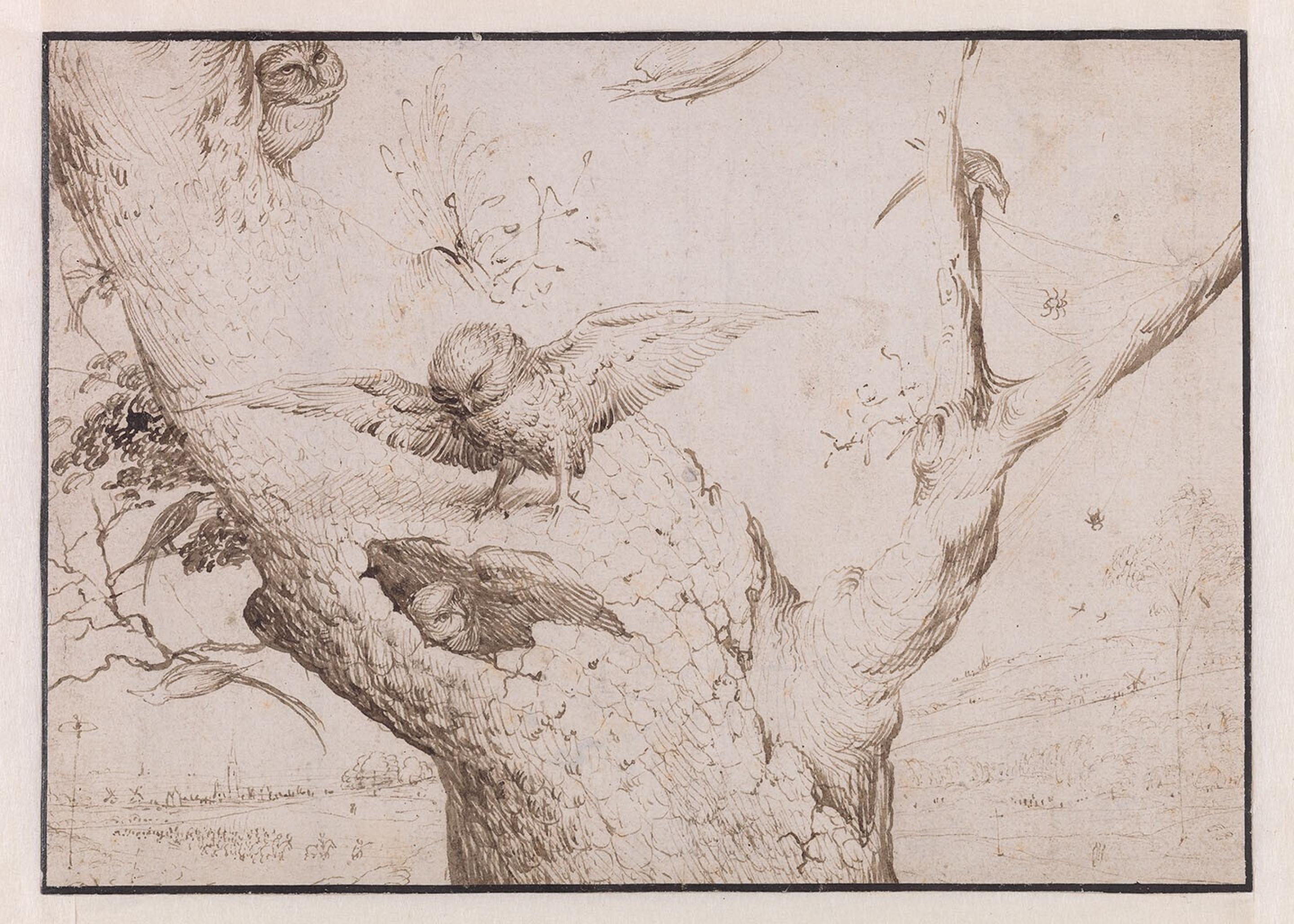
Малюнок Босха. «Совине гніздо», Музей Бойманс ван Бенінген, Роттердам
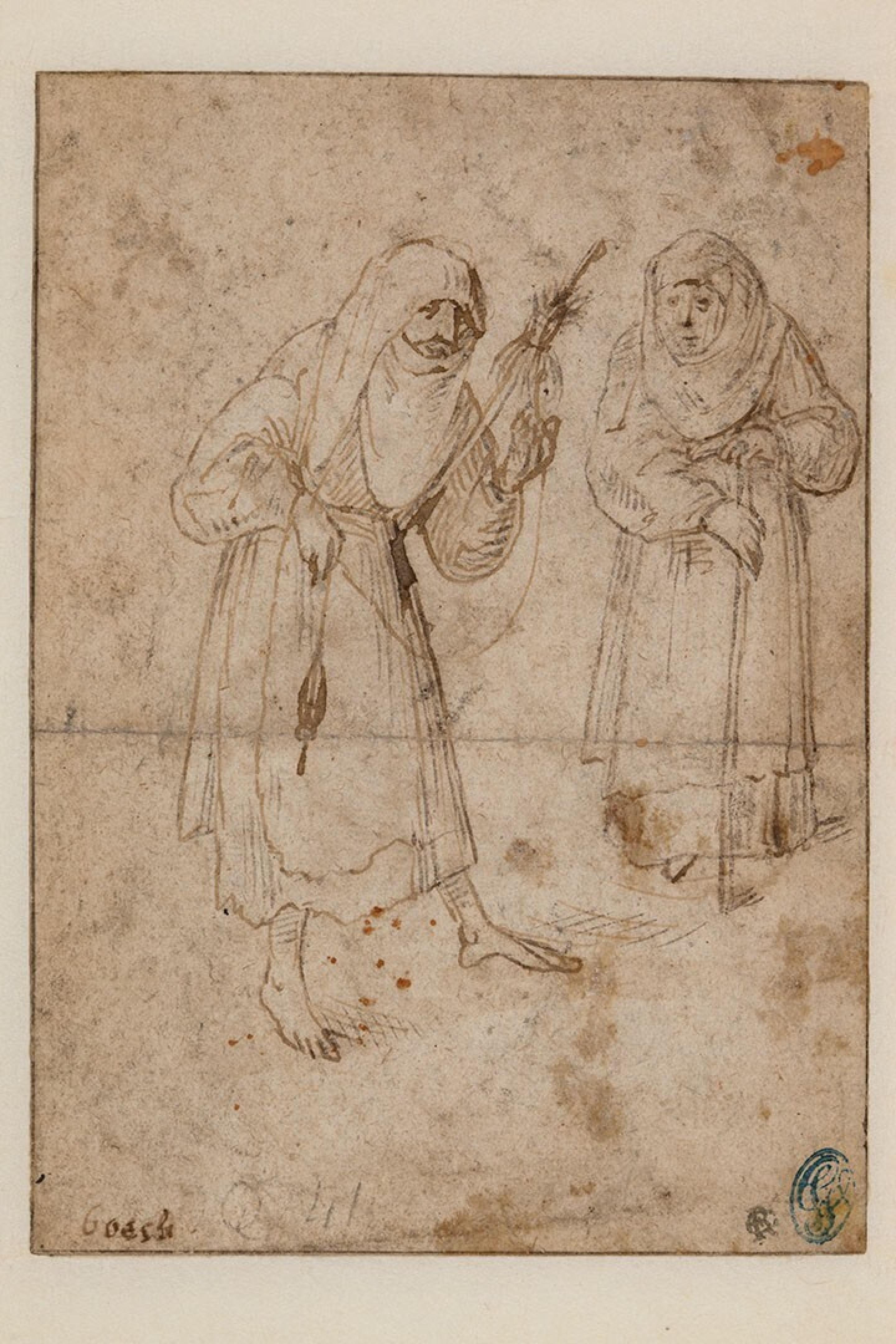
Малюнок Босха. «Дві ткалі», Музей Бойманс ван Бенінген, Роттердам

## Опис твору
Композиція замкнена в коло, до такого прийому Босх звертався неодноразово. Просто неба подано групу з чотирьох осіб. В центрі старий, сивий і череватий дід на стільці. На обличчі сивого — вираз надії і глупоти. Він нарешті довірив власну, дурну голову лікарю, що має видалити мешканцю похилого віку камені глупоти. В основі композиції митця — фольклорні мотиви. За нідерландським висловом «мати камінь в голові» — бути нерозумним, бути нетямущим. Старий, що довірив дурну голову мандрівному лікареві, відразу втрачає повагу глядача. Розв'язанню сюжету сприяє й каліграфічний напис довкола тондо в складному плетиві. Напис перекладається як «Лікарю, видали камінь. Мене звуть Лубберт Дас». В часи Босха існувало уявлення, що напівбожевільного можна було вилікувати, якщо видалити із його голови камені глупоти. Лубберт — розповсюджене ім'я для позначки дурника. Ситуація з дурником і шахраєм-лікарем часто розігрувалась на ярмарках і в балаганах, це звичний сюжет тогочасних коротких вистав — фарсів.
Але невисокий авторитет мають ще два персонажі картини. Це нудьгуюча жінка у вбранні чорниці з загорнутою книжкою на голові. Вона — розповсюджений символ омани. Закрита книга вважалась тоді посібником для шахраїв та злочинців.
Не викликає поваги і лікар з металевою воронкою замість капелюха на голові. Він спромігся зробити небезпечну операцію на голові старого, не уявляючи усіх її наслідків, серед яких і смерть пацієнта. Художник показав, що замість каменів глупоти лікар-шарлатан видалив квітку тюльпана. Ще один тюльпан вже лежить на столику поряд. Тюльпан за уявами того часу — символ довірливості дурника.